# Komórka Wignera-Seitza
Komórka Wignera-Seitza – teoretyczna konstrukcja przestrzenna, opisująca fragment sieci krystalicznej, której środek stanowi dowolny węzeł sieci (W), a jej zasięg definiowany jest w ten sposób, że każdy zawarty w niej punkt, bliższy jest węzłowi W stanowiącemu jej środek, niż dowolnemu innemu węzłowi sieci krystalicznej. 
Komórka Wignera-Seitza jest wyjściowym elementem opisu licznych zagadnień z zakresu mechaniki, elektryczności, krystalografii i metalurgii, a jej nazwa wywodzi się od nazwisk Eugena Paula Wignera i Fredericka Seitza.